# Prosper Ego

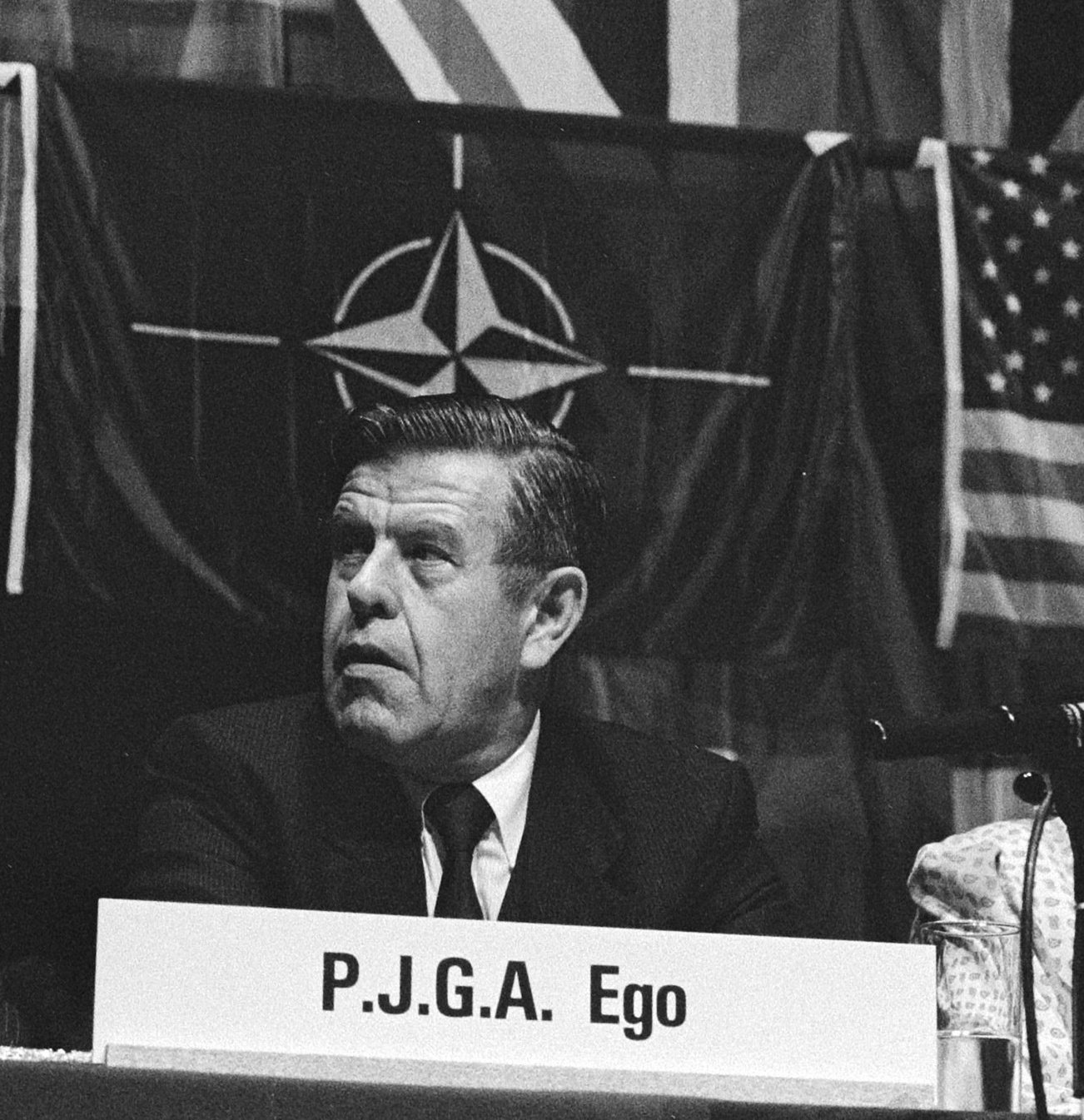
P.J.G.A. Ego (1985)

Prosper Joannes Gerardus Antonius Ego (Den Haag, 17 juli 1927 – Breda, 23 januari 2015) was een Nederlands politiek activist. Hij was de oprichter en voorman van het rechts-conservatieve Oud-Strijders Legioen (OSL).

## Loopbaan
Ego werd geboren in een katholiek gezin. In de Tweede Wereldoorlog werd hij op 17-jarige leeftijd tijdens een razzia opgepakt en in nazi-Duitsland tewerkgesteld. Omdat hij na de mulo de kaderschool niet haalde zag hij af van het plan om net als zijn vader beroepsmilitair te worden. Hij werkte onder andere bij de administratie van het Rode Kruis voor hij in 1947 als dienstplichtig militair naar Nederlands-Indië werd uitgezonden. Ego was daar hygiënist van het garnizoen in Makassar (in het zuiden van het eiland Celebes). Hij nam geen deel aan de politionele acties, maar deed wel journalistieke ervaring op bij de Makassaarse Bode. Na in 1950 te zijn gerepatrieerd werkte hij weer enige tijd bij het Rode Kruis, waarna hij ging werken als schadecorrespondent bij verzekeringsmaatschappijen. In die periode werd hij tevens actief bij de Katholiek Nationale Partij (KNP). Verder raakt hij betrokken bij de oprichting van het Veteranen Legioen Nederland (VLN), waarin hij enige functies vervulde. Mede onder druk van de bisschoppen besloot de KNP eind 1955 op te gaan in de Katholieke Volkspartij (KVP), maar vooral onder de KNP-leden in de regio Den Haag was hiertegen verzet en begin 1956 werd de Nationale Unie opgericht. Ego was bij de Tweede Kamerverkiezingen 1956 kandidaat voor de Nationale Unie, maar die partij behaalde geen enkele zetel. Daarnaast was hij nauw betrokken bij het Comité van Actie Jungschläger, dat pleitte voor de vrijlating van de in Indonesië gevangen gehouden Nederlander Leon Jungschläger.
Na de Hongaarse Opstand in 1956 ontstonden er conflicten binnen de VLN. Mede hierdoor besloot Prosper Ego in 1958 het OSL op te richten voor Nederlanders die op de een of andere manier in militair verband het Koninkrijk dienden zoals tijdens de Koreaanse Oorlog. Ego werd hiervan de voorzitter. Bij de gemeenteraadsverkiezingen van 1958 was hij in de gemeente Den Haag kandidaat voor de Nationale Unie, maar hij werd opnieuw niet verkozen. Rond 1960 kwam een einde aan de Nationale Unie, waarbij een deel van de leden overstapte naar de nieuw opgerichte Liberale Staatspartij met ridder van Rappard als voorzitter en Ego als vicevoorzitter. Ego was namens die partij kandidaat bij de Tweede Kamerverkiezingen 1963, maar ook die partij behaalde toen geen enkele zetel.
Ego stond positief tegenover de apartheid in Zuid-Afrika en behoorde in 1963 tot de oprichters van de Stichting Nederlands Zuid-Afrikaanse Werkgemeenschap (NZAW). Verder was hij betrokken bij de Stichting Nederland-Verenigde Staten van Amerika.
Vanaf de jaren zeventig stelde het OSL zich meer open voor niet-veteranen. Als hoofdredacteur van het OSL-blad Sta Vast schreef Ego in die periode regelmatig artikelen met een pro-NAVO-, pro-Amerikaanse en anti-IKV-inslag. Tijdens de grote vredesdemonstraties liet het OSL vliegtuigjes boven die demonstraties vliegen met teksten als 'Liever een raket in de tuin, dan een Rus in de keuken' en 'Stop de SS20-raket'. In die periode was hij ook betrokken bij soortgelijke organisaties als de Stichting Politieke Bewustwording en de Stichting Constructief Jong Nederland (CJN; te beschouwen als de jongerenorganisatie van het OSL).
In 1995 werd Ego veroordeeld tot een boete van 5000 gulden waarvan 2000 voorwaardelijk voor discriminatie en het aanzetten tot vreemdelingenhaat, dit vanwege artikelen die in 1992 in Sta Vast stonden, waarin minderheden over één kam werden geschoren als 'profiteurs' en 'criminelen'. Hoewel hij die artikelen niet zelf geschreven had, was hij als hoofdredacteur van Sta Vast wel verantwoordelijk voor de publicatie. Naast artikelen voor Sta Vast schreef hij ook vele ingezonden brieven aan kranten, zodat menig krantenlezer hem kende van de stukjes die hij ondertekende met 'P.J.G.A. Ego'.
In een interview in 2004 gaf hij aan dat hij sinds de veroordeling de tekst goed doorlas voor het naar de drukker ging, om een nieuwe veroordeling te voorkomen. Ook vertelde hij dat hij mensen als Michiel Smit van Nieuw Rechts buiten het OSL wilde houden en intussen tegen apartheid was. Aan de andere kant stond in dat interview dat hij wel sympathie had voor het Vlaams Blok van Filip Dewinter.
In het septembernummer van 2009 van het OSL-maandblad Sta Vast kondigde Ego aan te stoppen als voorzitter/hoofdredacteur, waarmee het einde van het blad Sta Vast van de Stichtingen voor Vrijheid en Veiligheid "OSL" ook was ingeluid. Sta Vast kwam voor het laatst uit in december 2009. De twee belangrijkste redenen om te stoppen waren zijn leeftijd (hij was toen 82) en het aantal begunstigers dat van 14.000 in de jaren 80 was gedaald tot 2500. In maart 2010 werd het Oud-Strijders Legioen opgeheven. Dankzij enkele bestuursleden werd de website van de organisatie onder de naam OSL-Actueel in beheer ondergebracht bij de geestverwante site Artikel7.nu. Ego was scribent voor OSL-Actueel.
Begin 2015 overleed Prosper Ego op 87-jarige leeftijd.

## Biografie
- Vincent Dumas, Een man van Sta Vast: Prosper Ego, De inzet voor Vrijheid en Veiligheid, Uitgeverij Contour, 2008, ISBN 9059117298